# Carol Menken-Schaudt
Carol Jean Menken, po mężu Schaudt (ur. 23 listopada 1957 we Albany) – amerykańska koszykarka, występująca na pozycji środkowej, mistrzyni olimpijska, multimedalistka międzynarodowych imprez koszykarskich.
W latach 1989–2007 była kierownikiem w Comcast Spotlight. Następnie pełniła funkcję menadżera sprzedaży w radiu KHPE, znanym jako Hope 107.9 FM oraz chrześcijańskiej stacji radiowej w Albany, Oregon.

## Osiągnięcia
Na podstawie, o ile nie zaznaczono inaczej.

### Zawodnicze

#### AIAW
- Uczestniczka rozgrywek turnieju AIAW (1979, 1981)
- Zaliczona do:
  - składu All-American (1981)
  - I składu konferencji Northwest College Women’s Sports Association (1980–1982)[5]

#### Drużynowe
- Zdobywczyni Pucharu Ronchetti (1984)
- Wicemistrzyni:
  - Pucharu Ronchetti (1993)
  - Włoch (1985)

#### Indywidualne
- Zaliczona do:
  - galerii sław sportu:
    - Oregon Sports Hall of Fame (1993)[6]
    - NWAC Hall of Fame (1993)
    - OSU Athletic Hall of Fame (1988)[5]

  - Pac-12 Hall of Honor (2018)[5]

#### Reprezentacja
- Mistrzyni:
  - olimpijska (1984)[7][5]
  - uniwersjady (1983)[5]
- Wicemistrzyni uniwersjady (1981)[5]
- Zdobywczyni Pucharu R. Williama Jonesa (1984)